# Para los árboles
Para los Árboles es el decimotercer álbum de estudio de Luis Alberto Spinetta solista, publicado en julio del año 2003. Así como en el álbum de Spinetta y Los Socios Del Desierto, Los ojos, este disco contiene teclados y pasajes instrumentales que le dan al álbum un toque pop electrónico. Lo que Spinetta quiere en este disco es homenajear a las bellezas de la naturaleza más allá de la mirada humana.[cita requerida] El disco está dedicado a la memoria de María Gabriela Epumer. Fue presentado ese mismo año en los estudios de MuchMusic Argentina, donde Luis Alberto junto a su banda presentaron este material en vivo.
La canción "Cisne" fue incluida en el megarrecital "Spinetta y las Bandas Eternas" en el año 2009, en el que el músico repasó sus 40 años de carrera tocando con todas sus bandas.

## Lista de temas
1. Sin abandono (5:17)
2. Cisne (5:50)
3. Halo lunar (5:36)
4. Yo miro tu amor (3:28)
5. A su amor, allí (4:43)
6. Agua de la miseria (5:55)
7. Dos murciélagos (4:04)
8. Vidamí (3:11)
9. Ciénaga dorada (4:27)
10. Néctar (5:29)
11. El lenguaje del cielo (4:34)
12. Tu cuerpo mediodía (2:05)

## Músicos
- Luis Alberto Spinetta: Guitarra, programación y voz.
- Claudio Cardone: Teclados.
- Daniel Wirtz: Batería.
- Graciela Cosceri: Coros.
- Javier Malosetti: Bajo.
- Nico Cota: Percusión.
- Rafael Arcaute: Teclados.
- Baltasar Comotto: Guitarra
- Mono Fontana: La usina del grupo